# Weesfiets

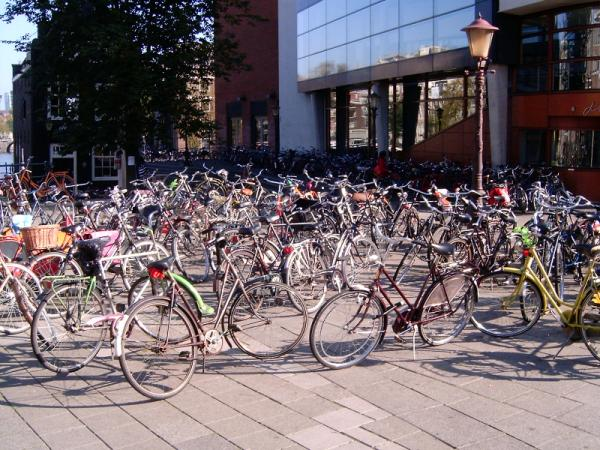
Wild geparkeerde fietsen, waartussen zich vaak weesfietsen bevinden.

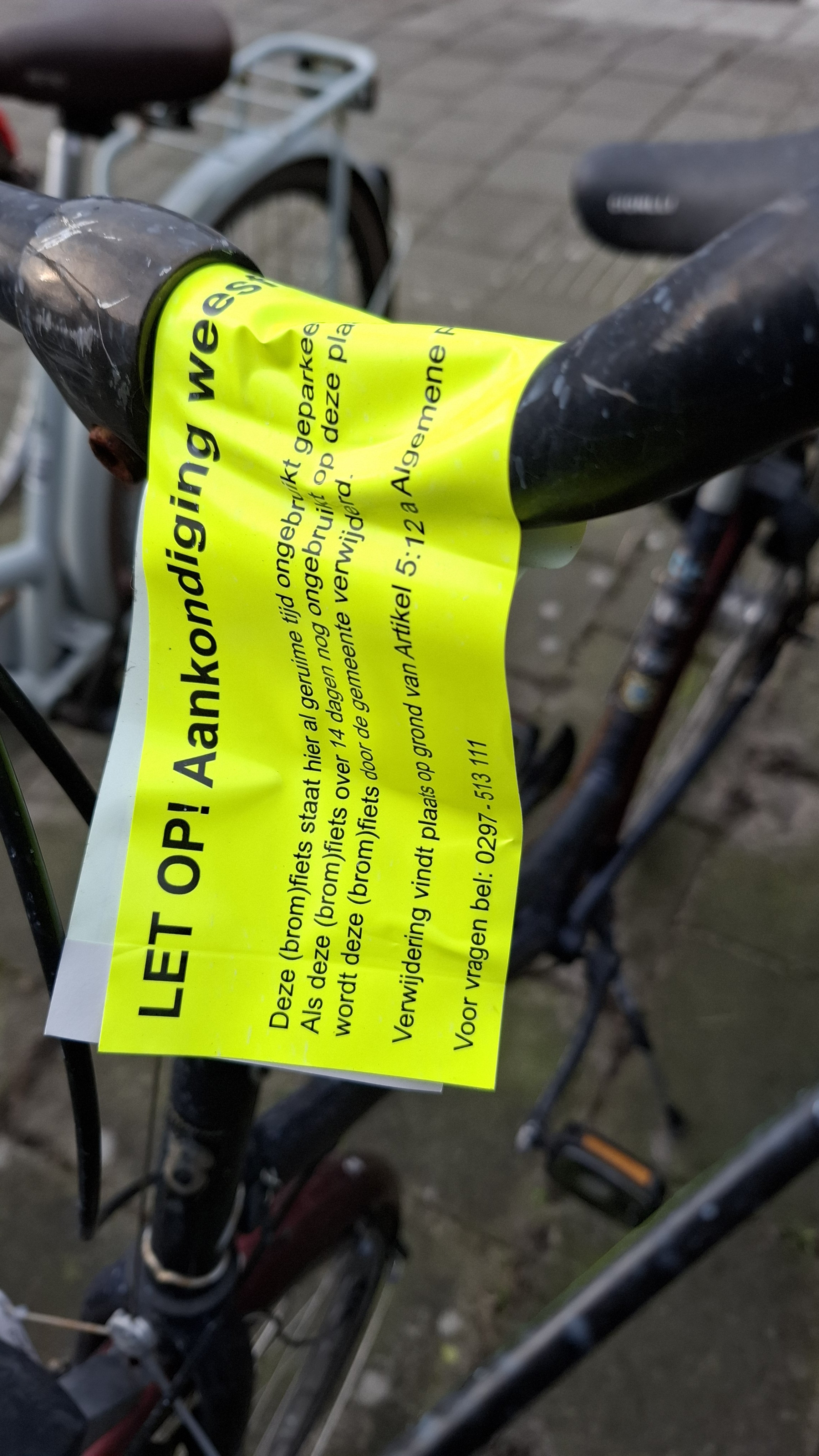
Sticker aan weesfiets

Een weesfiets is een fiets die in de openbare ruimte staat en lange tijd niet gebruikt is. De eigenaar is onbekend.
Soms is de fiets door een ongeval onbruikbaar geworden, maar vaak is hij opzettelijk achtergelaten. Veelal ontbreken essentiële onderdelen die mogelijk na achterlating zijn verwijderd, zoals een zadel, stuur of wiel. Ze ontsieren het straatbeeld en nemen vaak officiële stallingsplaatsen in.

## Nederland

### Verwijdering
Voordat de gemeente een weesfiets weghaalt, wordt er vaak een opvallende markering, bijvoorbeeld een sticker op de fiets aangebracht om de eigenaar te waarschuwen. Als de fiets dan na enkele weken niet is weggehaald, wordt het een weesfiets, die naar het gemeentelijk depot wordt gebracht. Indien mogelijk wordt daar gecontroleerd of de fiets als gestolen staat geregistreerd. De eigenaar van de weesfiets kan zijn fiets terughalen; hiervoor hebben gemeentes zelf een periode vastgesteld. In de praktijk gebeurt dit zelden. In de meeste gemeentes moet dan een onkostenvergoeding betaald worden.

### Hergebruik
Toen provo Luud Schimmelpennink in 1967 in de Amsterdamse gemeenteraad kwam, stelde hij voor de opgehaalde weesfietsen wit te schilderen en onafgesloten in de stad neer te zetten zodat deze witte fietsen door iedereen gebruikt konden worden.
Momenteel worden weesfietsen indien mogelijk opgeknapt en verkocht of aan goede doelen geschonken.